# Burn My Eyes
Burn My Eyes — музичний альбом гурту Machine Head. Виданий 9 серпня 1994 року лейблом Roadrunner. Загальна тривалість композицій становить 52:40. Альбом відносять до напрямку грув-метал, треш-метал.

## Список пісень
1. «Davidian» — 4:55
2. «Old» — 4:05
3. «A Thousand Lies» — 6:13
4. «None But My Own» — 6:14
5. «The Rage to Overcome» — 4:46
6. «Death Church» — 6:32
7. «A Nation on Fire» — 5:33
8. «Blood for Blood» — 3:40
9. «I'm Your God Now» — 5:50
10. «Real Eyes, Realize, Real Lies» — 2:45
11. «Block» — 4:59